# Jung Jae-Sung
Jung Jae-Sung (en coreano: 정재성; 25 de agosto de 1982-9 de marzo de 2018) fue un deportista surcoreano que compitió en bádminton, en la modalidad de dobles.
Participó en dos Juegos Olímpicos de Verano en los años 2008 y 2012, obteniendo una medalla de plata en Londres 2012 en la prueba de dobles. Ganó tres medallas en el Campeonato Mundial de Bádminton entre los años 2007 y 2011.

## Palmarés internacional
| Juegos Olímpicos   | Juegos Olímpicos       | Juegos Olímpicos  | Juegos Olímpicos |
| Año                | Lugar                  | Medalla           | Prueba           |
| ------------------ | ---------------------- | ----------------- | ---------------- |
| 2012               | Londres (Reino Unido)  | Medalla de bronce | Dobles           |
| Campeonato Mundial |                        |                   |                  |
| Año                | Lugar                  | Medalla           | Prueba           |
| 2007               | Kuala Lumpur (Malasia) | Medalla de plata  | Dobles           |
| 2009               | Hyderabad (India)      | Medalla de plata  | Dobles           |
| 2011               | Londres (Reino Unido)  | Medalla de bronce | Dobles           |